# Convivendo
Convivendo è l'ottavo album in studio del cantautore italiano Biagio Antonacci, pubblicato in due parti il 19 marzo 2004 e il 11 febbraio 2005.

## Descrizione
La pubblicazione in due parti deriva come segno di protesta verso le case discografiche e gli eccessivi prezzi dei dischi, ma anche per cercare di contrastare il crescente fenomeno della pirateria.
Per limitare i costi pur mantenendo un'alta qualità tecnica, l'album viene inciso nello studio di registrazione dell'abitazione del cantautore a Bologna. Con questa innovativa operazione commerciale Antonacci riesce a vendere entrambi i mini-CD che compongono l'album a prezzi relativamente bassi: è la prima volta che un artista italiano propone un progetto sperimentale di questo genere. I due dischi vengono pubblicati a un anno di distanza l'uno dall'altro: il primo esce il 19 marzo 2004 mentre il secondo il 11 febbraio 2005. Testi e musiche sono interamente composti dall'artista milanese, che produce questo suo nuovo lavoro con Stefano De Maio su etichetta Iris.

## Tracce

### Convivendo - Parte I(2004)
Il primo disco contiene nove tracce complessive. La prima è una introduzione interpretata da una voce femminile che anticipa la base musicale del brano successivo, ovvero quello che dà il titolo all'album. Il singolo di lancio è Non ci facciamo compagnia, seguito da Convivendo e Mio padre è un re. In chiusura di disco, invece, Antonacci interpreta Il fiume dei profumi, canzone che aveva scritto nei primi anni novanta per Mia Martini.
Caratterizzato da sonorità decisamente nuove rispetto ai precedenti lavori dell'artista, Convivendo - Parte I debutta in classifica il 25 marzo 2004 direttamente in prima posizione, dove resiste per due settimane consecutive. Resta in Top 20 per 36 settimane senza interruzioni e colleziona 88 settimane totali di presenza in classifica, con un totale di oltre 500 000 copie vendute.
1. Convi-Intro – 0:34
2. Convivendo – 3:51
3. Mio padre è un re – 4:00
4. Non ci facciamo compagnia – 4:08
5. Passo da te – 4:12
6. Dopo il viaggio – 3:45
7. Mai (Non ti prendi mai per come sei) – 3:42
8. Quell'uomo lì – 5:20
9. Il fiume dei profumi – 4:51

### Convivendo - Parte II(2005)
Il secondo disco contiene anch'esso nove tracce, e un'introduzione che anticipa Immagina. Da qui sono stati estratti i singoli Sappi amore mio e Pazzo di lei.
1. Convi-intro – 0:40
2. Immagina – 3:30
3. Sappi amore mio – 3:46
4. Pazzo di lei – 4:15
5. Oggi tocchi a me – 3:57
6. Amo te – 3:52
7. Non ti passa più – 3:38
8. Un cuore – 3:33
9. Eternità – 4:46 – Pochi secondi dopo la fine dell'ultimo brano inizia una traccia fantasma da 4:53 a 6:30 nella quale il cantante commenta che la realizzazione dell'album Convivendo è stato per lui un progetto fantastico, che ha donato nel cuore di tutti i fan del cantante grandi emozioni e grandi soddisfazioni.

## Formazione
- Biagio Antonacci – voce
- Saverio Lanza – tastiera, cori, pianoforte, chitarra, basso
- Andrea Innesto – sassofono
- Francesca Touré, Sabrina Cabua, Alfredo Cappelli, Maria Palmerini – cori

## Classifiche

### Convivendo Parte 1
| Classifica (2004) | Posizione massima |
| ----------------- | ----------------- |
| Italia            | 1                 |
| Svizzera          | 50                |

### Convivendo Parte 2
| Classifica (2005) | Posizione massima |
| ----------------- | ----------------- |
| Italia            | 1                 |
| Svizzera          | 38                |

### Convivendo Parte 1
| Classifica (2004) | Posizione |
| ----------------- | --------- |
| Italia            | 7         |
| Classifica (2005) | Posizione |
| Italia            | 44        |

### Convivendo Parte 2
| Classifica (2005) | Posizione |
| ----------------- | --------- |
| Italia            | 1         |